# Censura de Facebook
Facebook es un servicio de red social que ha ido reemplazando gradualmente a los canales de medios tradicionales desde 2010. Facebook tiene una moderación extremadamente limitada del contenido publicado en su sitio. Debido a que el sitio muestra indiscriminadamente material publicado públicamente por los usuarios, Facebook puede, de hecho, amenazar a gobiernos opresivos. Facebook puede propagar simultáneamente noticias falsas, discursos de odio e información errónea, socavando así la credibilidad de las plataformas en línea y las redes sociales.

Muchos países han prohibido o limitado temporalmente el acceso a Facebook. El uso del sitio web también ha sido restringido de diversas formas en otros países. A partir de julio de 2022, los únicos países que prohíben continuamente el acceso al sitio de redes sociales son China, Irán, Corea del Norte, Myanmar, Rusia, Turkmenistán y Uganda. Sin embargo, dado que la mayoría de los residentes de Corea del Norte no tienen acceso a Internet, China, Rusia e Irán son los únicos países donde el acceso a Facebook está activamente restringido de manera mayoritaria, aunque es posible acceder al sitio a través de Tors.

## Censura algorítmica
La censura en línea por parte de Facebook de los métodos algorítmicos genera preocupaciones, incluida la vigilancia de todas las comunicaciones instantáneas y el uso de sistemas de aprendizaje automático con potencial de errores y sesgos. Mark Zuckerberg, director ejecutivo y accionista mayoritario de Facebook, publicó un memorando sobre la censura. "¿Cuáles deberían ser los límites a lo que la gente puede expresar?" preguntó. "¿Qué contenido debería distribuirse y qué debería bloquearse? ¿Quién debería decidir estas políticas y tomar decisiones sobre su cumplimiento?"

## Censura por país

Mapa que muestra los países que actualmente están bloqueando o han bloqueado Facebook en el pasado

### Austria
Al igual que Francia y Alemania, Austria tiene leyes que prohíben la negación del Holocausto. Esto provocó que se prohibieran 78 publicaciones de Facebook en el país en 2013.

### Bangladés
Bangladés (al igual que Irán, China y Corea del Norte) había prohibido Facebook antes. La prohibición estuvo vigente durante aproximadamente un mes, precisamente de noviembre a diciembre de 2015. El gobierno de Bangladés liderado por la Liga Awami de Bangladés anunció una prohibición en todo el país de Facebook y otros sitios web de redes sociales. La primera ministra Sheikh Hasina (en el cargo desde 2009) propuso la creación de un comité de seguimiento de Internet con la ayuda de los servicios de inteligencia de Bangladés. Los partidos y grupos políticos de derecha en Bangladés protestaron contra blogueros y otras personas que habían considerado "blasfemos" en el momento de la propuesta. Los extremistas del país habían asesinado a ocho secularistas, entre ellos el bloguero ateo Ahmed Rajib Haider, que fue apuñalado mortalmente en febrero de 2013. Los disturbios nacionales por los juicios por crímenes de guerra en el país provocaron la muerte de 56 personas entre el 19 de enero de 2013 y el 2 de marzo de 2013.
El 18 de noviembre de 2015, el mismo gobierno de la Liga Awami prohibió Facebook nuevamente en vísperas del fallo final del líder del Jamaat-e-Islami de Bangladés, Ali Ahsan Muhammad Mujahid, y del líder del Partido Nacionalista de Bangladés, Salauddin Kader Chowdhury. Tanto los políticos como el anterior ministro han sido condenados a muerte por el Tribunal de Criminales de Guerra y la junta de revisión de la Corte Suprema de Bangladés finalmente ha dictado sentencia a favor de la sentencia dictada anteriormente.
El gobierno de Bangladés levantó la prohibición el 20 de diciembre de 2015.

### China
En China, Facebook fue bloqueado tras los disturbios de Ürümqi de julio de 2009 porque los manifestantes del movimiento independentista del Turquestán Oriental estaban utilizando Facebook como parte de su red de comunicaciones para organizar ataques en toda la ciudad; Facebook se negó a revelar las identidades e información de los manifestantes al gobierno chino. Algunos usuarios chinos también creían que Facebook no tendría éxito en China después de los problemas de Google China en 2013. Renren (anteriormente Xiaonei) tiene muchas características similares a Facebook y cumple con las regulaciones del gobierno de la República Popular China con respecto al filtrado de contenido.
Hasta el 20 de agosto de 2013, ha habido informes de que Facebook se ha desbloqueado parcialmente en China. Sin embargo, según el sitio web "Bloqueado en China", Facebook todavía está bloqueado a partir del 7 de diciembre de 2019. Facebook no está bloqueado en Hong Kong y Macao, que son regiones administrativas especiales que operan bajo sistemas diferentes. Facebook está trabajando actualmente en un proyecto de censura para China, donde se permitiría a un tercero regular Facebook y controlar las historias populares que aparecen. Este sería un gran intento por parte de Facebook de regresar a China.
El 6 de julio de 2020, Facebook anunció que la empresa dejaría de revisar las solicitudes de datos de los usuarios de Hong Kong mientras evaluaba la ley de seguridad nacional de Hong Kong recientemente impuesta por el gobierno chino.

### Egipto
Facebook estuvo bloqueado durante unos días en Egipto durante las protestas egipcias de 2011.

### Francia
Al igual que Austria y Alemania, Francia tiene leyes que prohíben la negación del Holocausto. Debido a esto, en 2013 se bloquearon 80 publicaciones en Facebook.

### Alemania
En julio de 2011, las autoridades alemanas comenzaron a discutir la prohibición de eventos organizados en Facebook. Esto fue motivado por numerosos casos de hacinamiento por parte de personas que inicialmente no estaban invitadas. En un caso, 1.600 "invitados" asistieron a la fiesta de cumpleaños número 16 de una niña en Hamburgo que accidentalmente publicó la invitación para el evento como pública. Después de informes de hacinamiento, se desplegaron más de cien policías para controlar la multitud. Un policía resultó herido y once participantes fueron detenidos por agresión, daños a la propiedad y resistencia a las autoridades. En otro evento inesperadamente concurrido, 41 jóvenes fueron detenidos y al menos 16 resultaron heridos.
En 2016, Facebook reveló que Alemania había bloqueado 84 publicaciones de sus ciudadanos. Estas publicaciones contenían temas de negación del Holocausto, lo cual es ilegal allí.
En 2015, durante la crisis migratoria europea con un gran número de inmigrantes entrando ilegalmente al país, tuvo lugar en las redes sociales una amplia discusión sobre los problemas de la inmigración masiva y la política gubernamental. A principios de 2016, una empresa de Bertelsmann llamada "Arvato" recibió el mandato de borrar comentarios y contenidos de Facebook. En el verano de 2016, la policía de catorce estados alemanes inició redadas coordinadas en las residencias de personas que elogiaban al régimen nazi o se referían a los refugiados como "escoria" en un grupo privado de Facebook. A partir de 2018 entró en vigor una ley conocida como NetzDG que obliga a todos los sitios web de Alemania, incluido Facebook, a censurar dicho contenido ilegal. Un portavoz de Facebook anunció la oposición de la empresa a la ley, alegando que conduciría a un bloqueo excesivo.

### Grecia
En febrero de 2021, Facebook eliminó publicaciones y eventos, impuso prohibiciones de 30 días a destacados periodistas y miembros del público en general, por publicar publicaciones en solidaridad con el preso Dimitris Koufodinas, de 63 años, que está en huelga de hambre desde el día 8 de enero de 2021. Koufodinas cumple cadena perpetua, tras haber sido declarado culpable como miembro de la Organización Revolucionaria de extrema izquierda 17 de Noviembre (17N), por haber cometido 11 asesinatos en ese tiempo. Lleva meses exigiendo que lo devuelvan a la prisión de Korydallos con una larga huelga de hambre contra las nuevas leyes represivas.

### India
La primera vez que Facebook compartió con qué frecuencia permite a los gobiernos censurar el contenido de sus ciudadanos, afirmó que India había censurado 4.765 publicaciones en su país en los últimos seis meses de 2013. Facebook eliminó estas publicaciones en India bajo el reclamo del gobierno de contenido ilegal.
India impuso una prohibición de tres días en Facebook y otros sitios de redes sociales durante los disturbios en Punjab, Haryana y Chandigarh después de la condena de Baba Ram Rahim Singh en 2017. La censura en Facebook aumentó un 19% en 6 meses en 2014; India encabezó la lista de eliminación de contenidos en 2014.

### Indonesia
Los ciudadanos indonesios están familiarizados con la censura del contenido de Facebook. En 2019, el gobierno (a través del Ministerio de Información Rusdiantara) amenazó con prohibir la red social. Poco después del acuerdo, la primera vez que se conoció públicamente la censura fue en la manifestación que el gobierno hizo campaña como disturbios, tal vez este sea el primer giro argumental utilizado en una manifestación utilizando las redes sociales.
En 2020, Facebook censuró publicaciones sobre "FPI". La escalada se produjo en diciembre de 2020, cuando seis civiles afiliados al FPI murieron en un supuesto ataque de la policía. Tan pronto como la policía emitió un comunicado de prensa sobre la resistencia, la opinión pública puso en duda que se tratara de un procedimiento de legítima defensa. Un analista independiente mostró al público dudas sobre la declaración de hechos de la policía en las interacciones de publicaciones en las redes sociales. Las ONG instaron al gobierno a realizar investigaciones independientes para observar la cuestión de los delitos contra los derechos humanos y las ejecuciones extrajudiciales.

### Irán
Después de las elecciones de 2009 en Irán, Facebook fue prohibido por temor a que en el sitio web se organizaran movimientos de oposición. Sin embargo, después de cuatro años de bloqueo del sitio web de Facebook, en septiembre de 2013, se pensaba que el bloqueo de Twitter y Facebook se había levantado sin previo aviso.
Los iraníes perdieron el acceso irrestricto a Facebook y Twitter al día siguiente, lo que dejó a mucha gente preguntándose si la apertura fue deliberada o el resultado de algún problema técnico.

### Israel
En septiembre de 2016, el Gabinete de Israel dijo haber acordado con Facebook eliminar contenido que se considere incitación a la violencia. Este anuncio se produjo después de que altos funcionarios de Facebook se reunieran con el gobierno israelí para determinar qué cuentas de Facebook deberían eliminarse con el argumento de que constituían una incitación a la violencia.
Los críticos de las políticas de Israel no están contentos con esta medida, ya que afirman que se está utilizando como una forma de silenciar a activistas y periodistas palestinos abiertos. Los activistas argumentan que cuando publican material destinado a criticar la ocupación, Israel lo ve como un estímulo a la violencia. Algunos creen que el gobierno israelí y Facebook tienen un "acuerdo informal" para monitorear el contenido de Facebook. Jordana Cutler, quien anteriormente fue Jefa de Gabinete de la Embajada de Israel en Washington D. C. y exasesora del Primer Ministro Benjamín Netanyahu, es la jefa de políticas de Facebook en Israel. Afirmó que Facebook simplemente sigue sugerencias. "Recibimos solicitudes del gobierno pero no estamos comprometidos con ellas", dijo Cutler.

### Nauru
En 2015, Nauru bloqueó permanentemente sitios creados para "contenido abusivo", como pornografía infantil, y bloquearía temporalmente algunos sitios como Facebook. A pesar de la controversia en torno a la prohibición, el presidente Baron Waqa la defendió. En 2018, se levantó la prohibición de Facebook en Nauru.

### Corea del Norte
En abril de 2016, Corea del Norte comenzó a bloquear Facebook, "una medida que subraya su preocupación por la difusión de información en línea", según The Associated Press. Cualquiera que intente acceder a él sin un permiso especial del gobierno de Corea del Norte será castigado.

### Malasia
Facebook estuvo bloqueado durante unos días en Malasia durante las protestas egipcias de 2011.

### Mauricio
La Autoridad de Tecnologías de la Información y las Comunicaciones (ICTA) de Mauricio ordenó a los proveedores de servicios de Internet del país prohibir Facebook con efecto inmediato, el 8 de noviembre de 2007, debido a una página de perfil falsa del Primer Ministro. El acceso a Facebook se restableció al día siguiente.

### Marruecos
El 5 de febrero de 2008, Fouad Mourtada, ciudadano de Marruecos, fue detenido durante 43 días debido a la supuesta creación de un perfil falso en Facebook del príncipe Moulay Rachid de Marruecos.

### Birmania
El 4 de febrero de 2021, se restringió el acceso a Facebook, WhatsApp e Instagram en varios proveedores de Internet en Birmania tras el golpe de Estado de 2021 en Birmania. Los intentos habituales de Facebook de no seguir y desafiar las leyes y el gobierno locales llevaron al actual bloqueo de censura. La censura podría permanecer para siempre y ser reemplazada por redes sociales similares que regirán las leyes locales.

### Pakistán
El 19 de mayo de 2010, el Tribunal Superior de Lahore ordenó el bloqueo de Facebook. Facebook estuvo bloqueado hasta el 31 de mayo de 2010 después de que una página de concurso animara a los usuarios a publicar dibujos de Mahoma. La controvertida página llamada "Draw Mohammad Day" fue creada por un usuario de Facebook en respuesta a la protesta de la caricaturista estadounidense Molly Noris por la decisión del canal de televisión estadounidense Comedy Central de cancelar un episodio del popular programa "South Park" por su representación de Mahoma. Sin embargo, Noris había negado haber declarado el 20 de mayo "Día del sorteo de Mahoma", condenó el esfuerzo y se disculpó. La prohibición, implementada por la Autoridad de Telecomunicaciones de Pakistán, también resultó en la prohibición de YouTube y la restricción del acceso a otros sitios web, incluida Wikipedia.
El 25 de noviembre de 2017, el observatorio de cierre de Internet NetBlocks y la Fundación de Derechos Digitales recopilaron evidencia del bloqueo a nivel nacional de Facebook junto con otros servicios de redes sociales, impuesto por el gobierno en respuesta a las violentas protestas de Tehreek-e-Labaik. La investigación técnica encontró que todos los principales proveedores de servicios móviles y de línea fija de Pakistán se vieron afectados por las restricciones, que fueron levantadas por la PTA al día siguiente cuando las protestas disminuyeron tras la renuncia del Ministro de Derecho y Justicia, Zahid Hamid. Otros sitios web, incluidos Twitter, YouTube y Dailymotion, también fueron bloqueados por orden de la PTA.

### Papúa Nueva Guinea
Entre mayo y junio de 2018, Facebook estuvo prohibido durante un mes debido a que los usuarios publicaban información errónea y pornografía.

### Rusia
En 2014, Rusia exigió que se bloquearan todos los enlaces en Facebook que apoyaran al opositor ruso Alekséi Navalni. A los usuarios de Facebook se les impidió cualquier protesta en apoyo a Alekséi. Esto incluía unos diez millones de usuarios de Facebook.
La invasión rusa de Ucrania en 2022 culminó con la prohibición de que los medios estatales rusos monetizaran contenidos en la plataforma de Facebook. Por lo tanto, Rusia decidió imponer restricciones de acceso a Facebook y Twitter.
El 27 de febrero de 2022, Rusia comenzó a restringir el acceso a Facebook durante la invasión de Ucrania limitando el acceso a la red de distribución de contenidos de la plataforma. El 4 de marzo de 2022, el supervisor de derechos de Internet NetBlocks informó que la restricción de Facebook se había vuelto "casi total". La agencia reguladora Roskomnadzor anunció que las restricciones se habían impuesto para restringir la información en Facebook y Twitter que no se alineaba con las posiciones del Gobierno de Rusia.

### Islas Salomón
En noviembre de 2020, el Gabinete de las Islas Salomón planeó bloquear el acceso a Facebook en el país en respuesta a la falta de legislación nacional sobre el uso de Internet y el ciberdelito. La moción para bloquearla fue iniciada por el primer ministro Manasseh Sogavare y el ministro de Comunicaciones y Aviación Civil, Peter Agovaka. En enero de 2021, la prohibición propuesta no prosperó.

### Sri Lanka
En marzo de 2018, Facebook fue bloqueado durante tres días en Sri Lanka debido a los rumores de discursos de odio racial que se rumoreaban en todo el país a través de la red social, lo que provocó muchos disturbios en el país por parte de grupos extremistas. Sin embargo, esta decisión no fue permanente.
El 21 de abril de 2019, Facebook fue bloqueado junto con otros sitios de redes sociales hasta el 30 de abril de 2019 en Sri Lanka para evitar que se extendiera por todo el país información falsa sobre los atentados del Domingo de Pascua a través de las redes sociales.
El 5 de mayo de 2019, el gobierno de Sri Lanka volvió a imponer una prohibición a las plataformas de redes sociales en un esfuerzo por detener la difusión de rumores después de que estallara la violencia entre grupos de civiles en Negombo, al norte de la capital y lugar de uno de los atentados del Domingo de Pascua. La prohibición se levantó el 6 de mayo de 2019.
El 13 de mayo de 2019, el gobierno de Sri Lanka prohibió temporalmente las redes sociales, incluido Facebook. Esta medida se ha tomado debido a la falsa propaganda realizada en las redes sociales y a los disturbios ocurridos en varias zonas. La prohibición se levantó el 17 de mayo de 2019.

### Sudán
En diciembre de 2018, el gobierno sudanés bloqueó Facebook, junto con otros sitios de redes sociales, que estaban siendo utilizados por manifestantes antigubernamentales para organizar protestas contra el presidente Omar al-Bashir. Las restricciones se levantaron 68 días después, tras la introducción de medidas de emergencia que prohibían las manifestaciones públicas.

### Siria
En noviembre de 2007, el gobierno sirio bloqueó el acceso a Facebook en Siria. El gobierno afirmó que el sitio web promovía ataques a las autoridades. El gobierno también temía la infiltración israelí en las redes sociales sirias en Facebook. Facebook también fue utilizado por ciudadanos sirios para criticar al gobierno de Siria, ya que las críticas públicas al gobierno sirio solían castigarse con prisión. En febrero de 2011, Facebook se desbloqueó de todos los ISP y el sitio web sigue siendo accesible.

### Tayikistán
En noviembre de 2012, Tayikistán bloqueó temporalmente el acceso a Facebook en respuesta a comentarios publicados en línea, difundiendo "barro y calumnias" sobre el presidente Emomalii Rahmon y varios otros funcionarios.

### Tailandia
El 24 de agosto de 2020, tras ser presionado por el gobierno tailandés, Facebook bloqueó el acceso en Tailandia a "Royalist Marketplace", un grupo de discusión privado sobre la monarquía creado por Pavin Chachavalpongpun que cuenta con más de un millón de miembros. En respuesta, Pavin creó un nuevo grupo inmediatamente y consiguió más de 500.000 miembros en un día. Un portavoz de Facebook declaró: "Solicitudes como esta son graves, contravienen el derecho internacional de derechos humanos y tienen un efecto paralizador en la capacidad de las personas para expresarse... Trabajamos para proteger y defender los derechos de todos los usuarios de Internet y nos estamos preparando para impugnar legalmente esta petición."

### Túnez
Facebook fue una parte importante de los levantamientos políticos de la 'Primavera Árabe' en 2011.

### Turquía
Después de que las fotos de Mehmet Selim Kiraz detenido a punta de pistola por dos terroristas comenzaran a circular en las redes sociales el 6 de abril de 2015, el gobierno turco prohibió Facebook, Twitter, YouTube y otros 166 sitios web en el país durante horas. El gobierno no tolera la "propaganda antigubernamental" y sus leyes son cada vez más estrictas. En la Clasificación de Libertad de Prensa de 2015 de Reporteros Sin Fronteras, Turquía ocupó el puesto 149 de 180 países. Facebook fue bloqueado el 27 de febrero de 2020 a las 23:30, junto con varios otros sitios de redes sociales. Sucedió el día en que se intensificó la crisis militar en Idlib.

### Turkmenistán
Turkmenistán prohibió Facebook en 2018.

### Uganda
Desde las elecciones de 2021, Facebook está bloqueado en el país. El gobierno de Uganda bloqueó Facebook después de que el gigante de las redes sociales eliminara cientos de cuentas de partidarios del Movimiento de Resistencia Nacional que sospechaba que eran falsas durante las elecciones generales del año pasado. Inicialmente, el gobierno bloqueó por completo las redes sociales y luego Internet antes de las elecciones generales. Más tarde, se restableció Internet en el país y poco después algunas aplicaciones de redes sociales. Sin embargo, Facebook permaneció bloqueado en el país.
"Hemos publicado elementos de las redes sociales (Twitter, Instagram, Whatsapp) porque creemos que, en menor medida, no son tan letales como Facebook", dijo Opondo. "Entonces, examinaremos en el futuro su postura en estas otras plataformas de redes sociales que se han lanzado. Y eso informará qué tan pronto se restablece Facebook".
Hasta hoy, no está claro si el gobierno alguna vez restablecerá Facebook, ya que las últimas direcciones indicaron que Facebook no había cumplido con las solicitudes del gobierno.

### Reino Unido
En el Reino Unido, el 28 de abril de 2011, el día antes de la boda del príncipe Guillermo y Catherine Middleton, varios grupos y páginas de Facebook con motivaciones políticas fueron eliminados o suspendidos del sitio web como parte de una ofensiva a nivel nacional contra la actividad política. Los grupos y páginas estaban principalmente preocupados por la oposición a los recortes del gasto público, y muchos se utilizaron para organizar manifestaciones como continuación de las protestas estudiantiles de 2010 en el Reino Unido. La censura de las páginas coincidió con una serie de detenciones preventivas de conocidos activistas. Entre los detenidos se encontraban un comunista y un socialista, y algunos miembros de un grupo de teatro callejero que planeaban una representación de decapitación de una efigie en oposición a la monarquía.
Un portavoz de Facebook dijo que las páginas fueron desactivadas como parte de un barrido de rutina porque fueron creadas con perfiles personales falsos, una violación de los términos de servicio de la compañía. En este caso, varias de las páginas de perfil personal de Facebook representaban causas, más que personas reales. Facebook "se ofreció a ayudar a convertir los perfiles en páginas diseñadas para representar empresas, grupos o causas". El portavoz continuó diciendo que "la Policía Metropolitana no pidió a Facebook que eliminara este contenido".
En marzo de 2018, Facebook eliminó la campaña de extrema derecha Britain First. Las páginas de los líderes del partido también fueron retiradas tras su arresto y encarcelamiento.

### Vietnam
Facebook fue bloqueado en Vietnam durante dos semanas en mayo de 2016 debido a protestas de disidentes.
Los usuarios de Facebook en Vietnam suman alrededor de 52 millones y es una herramienta vital para su uso diario. Sin embargo, el gobierno no rinde cuentas ante el pueblo, lo que provoca un abuso de censura en Vietnam. En 2018, el gobierno creó una enorme unidad militar para bloquear publicaciones que contengan "opiniones erróneas" en línea. Para apaciguar al gobierno, Facebook eliminó 160 cuentas "tóxicas" por discursos contra el Partido Comunista en 2017.